# Euphorbia horombensis
Euphorbia horombensis Ursch & Leandri es una especie fanerógama perteneciente a la familia de las euforbiáceas. 

## Distribución y hábitat
Es endémica de Madagascar en la Provincia de Fianarantsoa. Su hábitat natural son  zonas rocosas. Está amenazado por la pérdida de hábitat.
Endémica de Madagascar, que se encuentra en las áreas de Horombe, Ihosy y Isalo. E. horombensis es localmente común en toda su área de distribución, donde se encuentra en  las rocas adecuadas disponibles.

## Descripción
Es un  arbusto suculento con tallo espinoso que se encuentra en las laderas rocosas de los inselbergs.

## Taxonomía
Euphorbia horombensis fue descrita por Ursch & Leandri y publicado en Mémoires de l'Institut Scientifique de Madagascar, Série B, Biologie Végétale 5: 154. 1954.
Etimología
Euphorbia: nombre genérico que deriva del médico griego del rey Juba II de Mauritania (52 a 50 a. C. - 23), Euphorbus, en su honor – o en alusión a su gran vientre –  ya que usaba médicamente Euphorbia resinifera. En 1753 Carlos Linneo asignó el nombre a todo el género.
horombensis: epíteto geográfica que alude a su localización en Horombe.